# Lista de distritos de Mariana

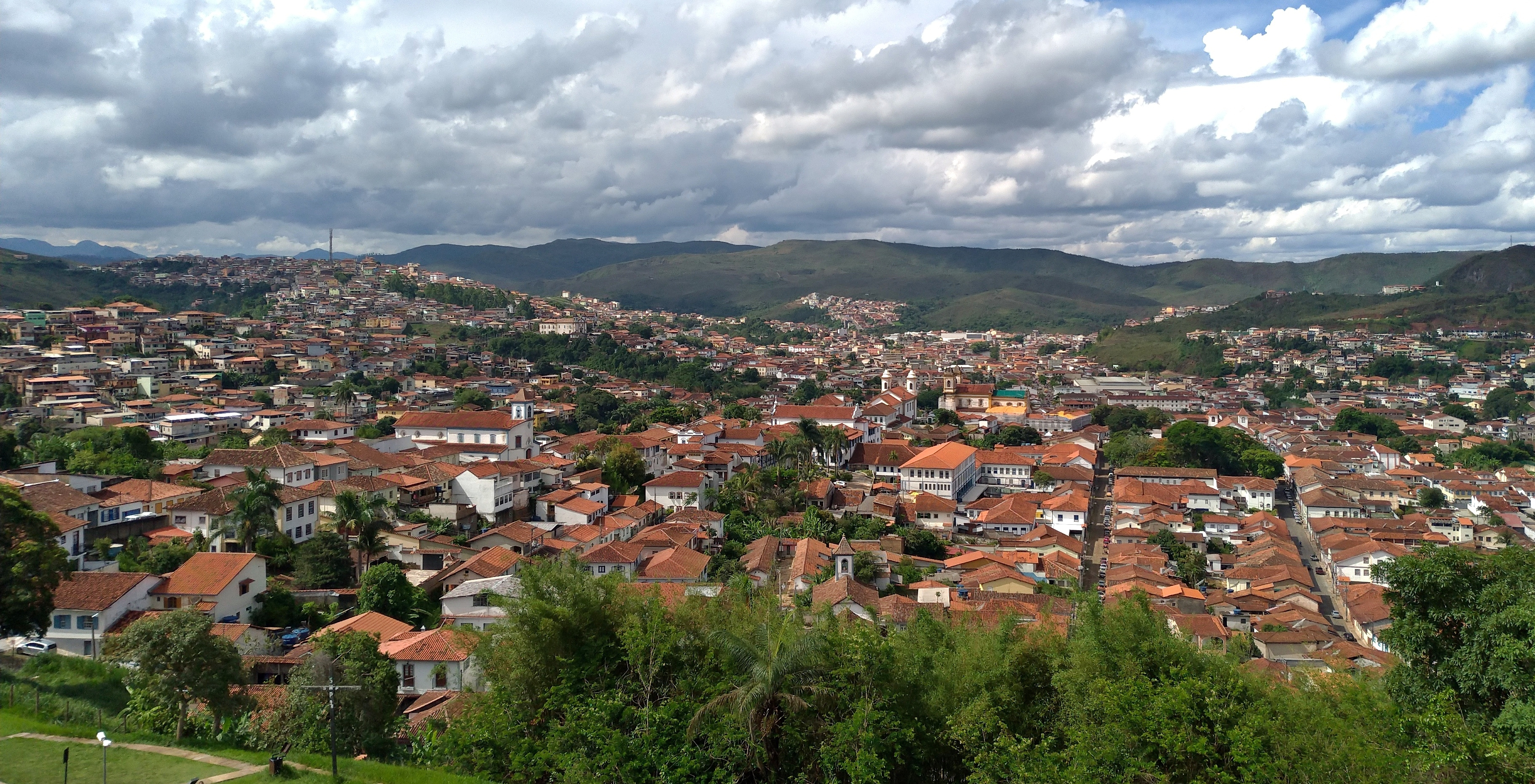
Vista do distrito-sede de Mariana

Essa é a lista de distritos de Mariana, que são uma divisão oficial do município brasileiro supracitado, localizado no interior do estado de Minas Gerais. As subdivisões estão de acordo com a Fundação João Pinheiro (FJP), em associação com dados dos censos demográficos realizados pelo Instituto Brasileiro de Geografia e Estatística (IBGE). O distrito-sede, que é onde se encontram muitos dos bairros de Mariana e o Centro Histórico da cidade, foi criado como vila em 8 de abril de 1711.
Mariana foi reconhecida como cidade por carta régia de 1745. Desde então, ocorreram a criação e desmembramento de diversos distritos do município, sendo que as últimas emancipações foram de Acaiaca e Diogo de Vasconcelos, desmembrados em 30 de dezembro de 1962. De acordo com a Fundação João Pinheiro, restavam dez distritos em 2024, sendo que o distrito-sede era o mais populoso segundo o IBGE em 2022, contando com 45 648 habitantes, seguido por Passagem de Mariana, com 3 798 moradores.
Cabe ressaltar que há algumas localidades enquadradas como distritos e subdistritos segundo a prefeitura, mas que não eram consideradas pela Base da Divisão Territorial de Minas Gerais em 2024, logo não entraram na lista. Exemplos disso são Águas Claras, que foi reconhecido como distrito pela administração municipal em 2015, e Bento Rodrigues, cuja sede foi devastada pelo rompimento de barragem em Mariana e era um subdistrito de Santa Rita Durão.

## Distritos de Mariana
| Distrito                | Código IBGE | Área (km²) | Habitantes (2022) | Domicílios particulares (2022) | Data de criação         |              |           |       |       |     |                        |
| ----------------------- | ----------- | ---------- | ----------------- | ------------------------------ | ----------------------- | ------------ | --------- | ----- | ----- | --- | ---------------------- |
| Distrito                | Código IBGE | Área (km²) | Habitantes (2022) | Domicílios particulares (2022) | Data de criação         | Bandeirantes | 314000110 | 74,38 | 1 148 | 419 | 27 de dezembro de 1948 |
| Cachoeira do Brumado    | 314000115   | 69,84      | 2 703             | 934                            | 15 de abril de 1844     |              |           |       |       |     |                        |
| Camargos                | 314000120   | 115,09     | 130               | 47                             | 8 de abril de 1836      |              |           |       |       |     |                        |
| Cláudio Manuel          | 314000125   | 133,83     | 1 006             | 401                            | 16 de agosto de 1889    |              |           |       |       |     |                        |
| Furquim                 | 314000130   | 134,43     | 1 546             | 576                            | 16 de fevereiro de 1724 |              |           |       |       |     |                        |
| Mariana (distrito-sede) | 314000105   | 93,36      | 45 648            | 16 216                         | -                       |              |           |       |       |     |                        |
| Monsenhor Horta         | 314000135   | 111,03     | 1 766             | 606                            | 16 de janeiro de 1752   |              |           |       |       |     |                        |
| Padre Viegas            | 314000140   | 197,35     | 2 241             | 791                            | 27 de dezembro de 1948  |              |           |       |       |     |                        |
| Passagem de Mariana     | 314000145   | 36,53      | 3 798             | 1 280                          | 26 de julho de 1890     |              |           |       |       |     |                        |
| Santa Rita Durão        | 314000150   | 228,03     | 1 401             | 444                            | 16 de janeiro de 1752   |              |           |       |       |     |                        |